# Rodrigo Noya
Rodrigo Javier Noya García (ur. 31 stycznia 1990 w Buenos Aires) – meksykański piłkarz pochodzenia argentyńskiego występujący na pozycji środkowego obrońcy.

## Kariera klubowa
Noya pochodzi ze stołecznego Buenos Aires i treningi piłkarskie rozpoczynał w akademii juniorskiej lokalnego klubu San Lorenzo de Almagro. Jako nastolatek przeprowadził się jednak wraz z rodziną do Meksyku, gdzie rozpoczynał zawodową karierę w trzecioligowym Club Tecamachalco. Po trzech latach spędzonych w tym zespole przeniósł się do grającej w drugiej lidze ekipy Mérida FC, którego prezesem był wówczas jego ojciec Juan Manuel Noya. Tam szybko został jednym z wyróżniających się obrońców w rozgrywkach, a ogółem w barwach Méridy występował bez większych sukcesów przez trzy i pół roku. W styczniu 2015 został zawodnikiem występującego w najwyższej klasie rozgrywkowej Tiburones Rojos de Veracruz, w którego barwach 31 stycznia 2015 w zremisowanym 1:1 spotkaniu z Monterrey zadebiutował w Liga MX. Już po pół roku wywalczył sobie miejsce w składzie, premierowego gola w pierwszej lidze zdobywając 11 sierpnia tego samego roku w wygranej 3:1 konfrontacji z Tijuaną. W wiosennym sezonie Clausura 2016 wywalczył z Veracruz puchar Meksyku – Copa MX.
| Sezon     | Klub                        | Kraj   | Rozgrywki        | Mecze | Bramki |
| --------- | --------------------------- | ------ | ---------------- | ----- | ------ |
| 2008/2009 | Club Tecamachalco           | Meksyk | Segunda División | 19    | 2      |
| 2009/2010 | Club Tecamachalco           | Meksyk | Segunda División | 28    | 1      |
| 2010/2011 | Club Tecamachalco           | Meksyk | Segunda División | 26    | 1      |
| 2011/2012 | Venados FC                  | Meksyk | Ascenso MX       | 28    | 0      |
| 2012/2013 | Venados FC                  | Meksyk | Ascenso MX       | 28    | 0      |
| 2013/2014 | Venados FC                  | Meksyk | Ascenso MX       | 27    | 0      |
| 2014/2015 | Venados FC                  | Meksyk | Ascenso MX       | 11    | 1      |
| 2014/2015 | Tiburones Rojos de Veracruz | Meksyk | Liga MX          | 2     | 0      |
| 2015/2016 | Tiburones Rojos de Veracruz | Meksyk | Liga MX          |       |        |